# Pyrgomorpha lepineyi
Pyrgomorpha lepineyi is een rechtvleugelig insect uit de familie Pyrgomorphidae. De wetenschappelijke naam van deze soort is voor het eerst geldig gepubliceerd in 1943 door Chopard.